# Linda Pettersson Bratt
Linda Pettersson Bratt, född den 27 april 1972 på Alnön och uppvuxen i Sundsvall, är en svensk jazz- och vissångerska. Hon är sedan 1994 frilansande artist.

## Diskografi i urval
- 2004 – Who Are You? (Touché Music)
- 2004 – From Time to Time med Peter Gullin (Dragon)
- 2005 – Light & Shade (Nocturne)
- 2007 – Some Really Nice Songs We Really Like (med gitarristen Krister Jonsson) (Kopasetic Productions KOPACD018)
- 2009 – Från det förgångna (med South of Sweden Orchestra) (Ve Leen Music VLMCD001)
- 2010 – Remembering (LPB Productions)
- 2010 – Sunrise on the Moon med Ewan Svensson Trio (Dragon)